# 京都寺町三條商店街的福爾摩斯
《京都寺町三条商店街的福爾摩斯》是由望月麻衣擔任原作、繪製插畫的一部輕小說，並有動畫等衍生作品。

## 剧情简介
京都寺町的三条商店街裡，靜靜佇立著一間古董店「藏」。女高中生真城葵在因緣巧合之下，結識了該古董店老闆的兒子──家頭清貴，並開始在店裡打工。清貴待人謙和有禮，直覺卻敏銳得驚人，素有「寺町福爾摩斯」之稱。葵和清貴一起接受各種與客人帶來的古董品有關的委託，但──以古都為舞台的輕推理傑作！

## 登場角色

### 主要人物
真城葵（聲：富田美憂）
因為和前男友與朋友的感情問題，想要籌錢搭新幹線回埼玉，把家中的兩幅古董畫帶到了「藏」，卻輕易的被清貴看出其用意。現今正在藏打工。喜歡清貴。看古董的眼光很好。在清貴的指導下，在古董鑑定方面的能力也開始獲得衆人的認同。
家頭清貴（聲：石川界人）
古董店「藏」的年輕鑑定師，京都府大畢業，京都大學的準研究生。目前幫忙爺爺顧店。因為「家頭」這個姓的發音很像「福爾摩斯」，所以被人稱作福爾摩斯先生，事實上也真如福爾摩斯一般，除了高超的鑑定技術外也擁有過人的觀察及推理能力。然而本人並不喜歡被他人稱爲偵探。因偶爾需要擔任出外收購古董的祖父的護衛，因此也懂得一些護身術。十分喜歡喝咖啡。年輕時因遭到女友的背叛而對戀愛缺乏興趣，本人也因此而對有著相同遭遇的葵特別關照。在與葵的日常相處中漸漸對她產生好感。

### 次要人物
圓生（聲：遊佐浩二）
南禪寺剛遁入空門的僧人，其實是偽造骨董犯。偽造的骨董與真品維妙維肖，沒有專精的鑑定技術無法成功辨偽。原本打算收手出家，卻受到清貴的刺激，暗地再度出山，偽造的骨董甚至能騙進美術館展示，偽造的書法被清貴識破後逃離南禪寺。
梶原秋人（聲：木村良平）
知名藝人，出身京都世家。委託結束後經常來骨董店作客。本人宣稱喜歡像好江女士那樣的成熟美人。
家頭誠司（聲：小山力也）
清貴的祖父，骨董店「藏」的老闆，卻經常不在店裡。與好江女士是情人關係。過去曾被相士說了自己是瘟神，雖然對自己沒任何影響但會禍及伴侶，事后清貴的祖母也一直因病而臥床不起，誠司認爲此是自己的錯而造成，因此決定割愛與妻子離婚。本人也因此而一直和好江女士保持情人關係而不註冊結婚。
家頭武史（聲：上田燿司）
清貴的父親。小說家。早年喪妻。
瀧山利休（聲：小林沙苗）
腹黑美少年，較葵小一歲。自小崇拜清貴，雖然彼此待如兄弟，利休卻如侍從般環繞清貴身旁。曾在藏打工，對古美術品鑒定亦頗有見地，後來曾一度往法國留學學習柔道。對平凡的葵略有意見，經常促狹葵。
瀧山好江（聲：大原沙耶香）
外表30多歲，實際40多歲的美女。利休的母親，清貴祖父誠司的情人。利休是前段婚姻的孩子。
宮下香織（聲：木下鈴奈）
葵現在的高中同學，京都知名和服店千金。有個被選上齋王代的姐姐，兩人皆會華道。但不同於姐姐，心思細膩，時常為大局著想。委託結束後變成葵的好朋友。在戀情上十分支持葵。

## 出版書籍
| 集數 | 雙葉社         | 雙葉社                 | 東立出版社    | 東立出版社             |
| 集數 | 發售日期       | ISBN                   | 發售日期      | ISBN                   |
| ---- | -------------- | ---------------------- | ------------- | ---------------------- |
| 1    | 2015年4月16日  | ISBN 978-4-57-551775-0 | 2018年3月16日 | ISBN 978-957-260-759-6 |
| 2    | 2015年8月6日   | ISBN 978-4-57-551811-5 | 2018年8月16日 | ISBN 978-957-261-331-3 |
| 3    | 2015年12月10日 | ISBN 978-4-57-551848-1 | 2019年9月20日 | ISBN 978-957-261-547-8 |
| 4    | 2016年4月14日  | ISBN 978-4-57-551882-5 | 2021年2月19日 | ISBN 978-957-265-881-9 |
| 5    | 2016年8月4日   | ISBN 978-4-57-551917-4 |               |                        |
| 6    | 2016年12月15日 | ISBN 978-4-57-551957-0 |               |                        |
| 6.5  | 2017年4月13日  | ISBN 978-4-57-551988-4 |               |                        |
| 7    | 2017年4月13日  | ISBN 978-4-57-551987-7 |               |                        |
| 8    | 2017年9月14日  | ISBN 978-4-57-552032-3 |               |                        |
| 9    | 2018年3月14日  | ISBN 978-4-57-552091-0 |               |                        |
| 10   | 2018年7月12日  | ISBN 978-4-57-552132-0 |               |                        |
| 11   | 2019年1月13日  | ISBN 978-4-575-52181-8 |               |                        |
| 12   | 2019年7月12日  | ISBN 978-4-575-52243-3 |               |                        |
| 13   | 2020年1月16日  | ISBN 978-4-575-52308-9 |               |                        |
| 14   | 2020年2月12日  | ISBN 978-4-575-52318-8 |               |                        |
| 15   | 2020年8月7日   | ISBN 978-4-575-52385-0 |               |                        |
| 16   | 2021年3月11日  | ISBN 978-4-575-52456-7 |               |                        |
| 17   | 2021年8月5日   | ISBN 978-4-575-52491-8 |               |                        |

### 漫畫
| 冊數 | 雙葉社        | 雙葉社                 | 東立出版社    | 東立出版社             |
| 冊數 | 發售日期      | ISBN                   | 發售日期      | ISBN                   |
| ---- | ------------- | ---------------------- | ------------- | ---------------------- |
| 1    | 2018年3月12日 | ISBN 978-4-575-85119-9 | 2019年11月6日 | ISBN 978-957-26-2033-5 |
| 2    | 2018年7月12日 | ISBN 978-4-575-85185-4 | 2022年5月12日 | ISBN 978-957-26-2034-2 |
| 3    | 2019年1月12日 | ISBN 978-4-575-85257-8 |               |                        |
| 4    | 2019年7月12日 | ISBN 978-4-575-85329-2 |               |                        |
| 5    | 2020年1月10日 | ISBN 978-4-575-85403-9 |               |                        |
| 6    | 2020年8月11日 | ISBN 978-4-575-85480-0 |               |                        |
| 7    | 2021年3月12日 | ISBN 978-4-575-85558-6 |               |                        |
| 8    | 2021年8月11日 | ISBN 978-4-575-85622-4 |               |                        |
| 9    | 2022年3月10日 | ISBN 978-4-575-85701-6 |               |                        |

## 電視動畫
2017年9月宣布將推出電視動畫作品。依據秋月壹葉的漫畫版改編，2018年7月正式播出。

### 製作團隊
- 原作 - 望月麻衣、秋月壱葉[2]
- 監督 - 佐佐木勅嘉[2]
- 副監督 - 殿勝秀樹
- 系列構成、腳本 - 山下憲一[2]
- 人物原案 - ヤマウチシズ
- 人物設計、總作画監督 - 伊藤陽祐[2]
- 道具設計 - 清水美穂
- 色彩設計 - 近藤直登
- 美術監督、美術設定 - 中原英統
- 攝影監督、編輯 - 堀川和人
- 音樂 - 松田彬人
- 音樂製作 - apdream
- 音響監督 - 八木沼智彦
- 製作人 - 中野雄一、森田剛、川崎龍一郎、秋尾浩史、柏木豊、石原直樹、伊藤大河、鈴木英昭、三枝俊光、山田公平、永田直人、青山哲也、千葉唆宇、杉浦綾香
- 動畫製作 - Animation StudiO Seven[3]
- 製作 - 《京都寺町三條商店街的福爾摩斯》製作委員會

### 主題曲
片頭曲
作詞、作曲：櫻澤，編曲：佐佐木裕，主唱：A應P
第1話作為片尾曲使用。
片尾曲
作詞、作曲、編曲：町屋，主唱：和樂器樂團

### 各話列表
| 話數     | 日文標題 | 中文標題                      | 劇本     | 分鏡       | 演出       | 作畫監督                                                                                           | 總作畫監督 | 改編原作                            |
| -------- | -------- | ----------------------------- | -------- | ---------- | ---------- | -------------------------------------------------------------------------------------------------- | ---------- | ----------------------------------- |
| 第一話   |          | 福爾摩斯與白隱禪師            | 山下憲一 | 佐佐木勅嘉 | 伊魔崎齋   | 伊藤陽祐、西川鷹司 山本雄貴、竹內一將                                                              | 伊藤陽祐   | 《》（第1卷收錄） 《》（第2卷收錄） |
| 第二話   |          | 於葵之時                      | 高田誠   | 半田大貴   | 半田大貴   | 半田大貴、山本雄貴 、Kim Myoungsim                                                                 | 伊藤陽祐   | 《》（第1卷收錄）                   |
| 第三話   |          | 鞍馬山莊遺物事件簿            | 岡篤志   | 殿勝秀樹   | 殿勝秀樹   | Kim Bongduck、Hong Ein Soo Back Yuen Joo                                                           | 伊藤陽祐   | 《》(第1巻收錄)                     |
| 第四話   |          | 祭典過後                      | 山下憲一 | 有江勇樹   | 有江勇樹   | Kim Myeongsim、Hong Insu Baek Yeonju                                                               | 伊藤陽祐   | 《》(第1卷收錄)                     |
| 第五話   |          | 失去的龍                      | 山下憲一 | 星野美鈴   | 星野美鈴   | 青木真理子、服部憲知 森悅史                                                                        | 伊藤陽祐   | 《》 (第2巻收錄)                    |
| 第六話   |          | 鑑定的哲學                    | 岡篤志   | 半田大貴   | 半田大貴   | 、竹內一將 野澤弘樹、西川鷹司、徐鴉侠 川上俊弘、半田大貴                                           | 伊藤陽祐   | 《》(第2巻收錄)                     |
| 第七話   |          | 頓悟與迷惘                    | 高田誠   | 伊魔崎齋   | 伊魔崎齋   | Kim Bongdeok、Lee Seongjae Kim Myeongsim                                                           | 伊藤陽祐   | 《》 (第2巻收錄)                    |
| 第八話   |          | 聖夜之淚與 被揭穿的不在場證明 | 山下憲一 | 小川優樹   | 半田大貴   | 野澤弘樹、 山本雄貴、半田大貴 Kim Myeongsim                                                        | 伊藤陽祐   | 《》 (第3巻收錄)                    |
| 第九話   |          | 響徹祇園的鐘聲                | 山下憲一 | 殿勝秀樹   | 殿勝秀樹   | 、徐鴉侠 山本雄貴、半田大貴、川上俊弘 Hong ein soo、Back yuen joo                                  | 伊藤陽祐   | 《》 (第3巻收錄)                    |
| 第十話   |          | 陶瓷娃娃的笑容                | 高田誠   | 有江勇樹   | 有江勇樹   | Kim Myeongsim、Kim Bongdeok                                                                        | 伊藤陽祐   | 《》 (第3巻收錄)                    |
| 第十一話 |          | 情人節的晚會                  | 岡篤志   | 小川優樹   | 千葉孝幸   | 坪田慎太郎、小川浩司 吉田馨、千葉孝幸                                                              | 伊藤陽祐   | 《》(第3巻收錄)                     |
| 第十二話 |          | 繼承人的條件                  | 山下憲一 | 佐佐木勅嘉 | 佐佐木勅嘉 | 、半田大貴 竹內一将、野澤弘樹、山本雄貴 徐鴉侠、三間宏幸、 伊魔崎齋、馬場龍一 川上俊弘、佐佐木勅嘉 | 伊藤陽祐   | 《》(第3巻收錄)                     |

### 藍光與DVD
| 卷數 | 發售日期       | 收錄話數        | 規格編號 | 規格編號 |
| 卷數 | 發售日期       | 收錄話數        | 藍光     | DVD      |
| ---- | -------------- | --------------- | -------- | -------- |
| 1    | 2018年10月26日 | 第1話 ~ 第3話   | MNPS-126 | MNPS-127 |
| 2    | 2018年11月23日 | 第4話 ~ 第6話   | MNPS-128 | MNPS-129 |
| 3    | 2018年12月26日 | 第7話 ~ 第9話   | MNPS-130 | MNPS-131 |
| 4    | 2019年1月30日  | 第10話 ~ 第12話 | MNPS-132 | MNPS-133 |

### 播放電視台
日本深夜動畫：下文記載的日本国内播放時間使用日本標準時間（UTC+9）表示。因為部分時間标识會採用30小时制，因此請留意这类超过24:00的时间，其實際播放時間為翌日清晨。
| 播放日期        | 播放時間             | 播放電視台 | 播放地區   | 備註              |
| --------------- | -------------------- | ---------- | ---------- | ----------------- |
| 2018年7月9日 -  | 星期二 2:05 - 2:35   | 東京電視台 | 關東廣域圈 |                   |
|                 |                      | 大阪電視台 | 大阪府     |                   |
|                 | 星期二 3:05 - 3:35   | 愛知電視台 | 愛知縣     |                   |
| 2018年7月11日 - | 星期三 22:00 - 22:30 | AT-X       | 日本全域   | CS放送 / 包含重播 |
| 2018年7月13日 - | 星期六 0:59 - 1:29   | BS JAPAN   | 日本全域   | BS放送            |

| 星期二更新 | U-NEXT | 見放題 初回31日間無料 |